# Coriaria angustissima
Coriaria angustissima là một loài thực vật có hoa trong họ Coriariaceae. Loài này được Hook.f. mô tả khoa học đầu tiên năm 1864.